# Skalstjärnen (Ragunda socken, Jämtland, 700151-152467)
Skalstjärnen är en sjö i Ragunda kommun i Jämtland och ingår i Indalsälvens huvudavrinningsområde. Sjön har en area på 0,0786 kvadratkilometer och ligger 243 meter över havet.

## Delavrinningsområde
Skalstjärnen ingår i det delavrinningsområde (700164-152649) som SMHI kallar för Ovan VDRID = Färgeån i Indalsälvens vattendragsyta. Medelhöjden är 217 meter över havet och ytan är 18 kvadratkilometer. Räknas de 2225 avrinningsområdena uppströms in blir den ackumulerade arean 23 819,41 kvadratkilometer. Avrinningsområdets utflöde Indalsälven mynnar i havet. Avrinningsområdet består mestadels av skog (51 procent), öppen mark (14 procent) och jordbruk (15 procent). Avrinningsområdet har 1,5 kvadratkilometer vattenytor vilket ger det en sjöprocent på 8,3 procent. Bebyggelsen i området täcker en yta av 0,87 kvadratkilometer eller 5 procent av avrinningsområdet.